# 球童
- 關於替高爾夫球手背球包、提供打球的意見的人，請見「球僮 (高爾夫球)」。
- 關於陪同足球運動員進入球場的孩童，請見「球童 (足球進場)」。

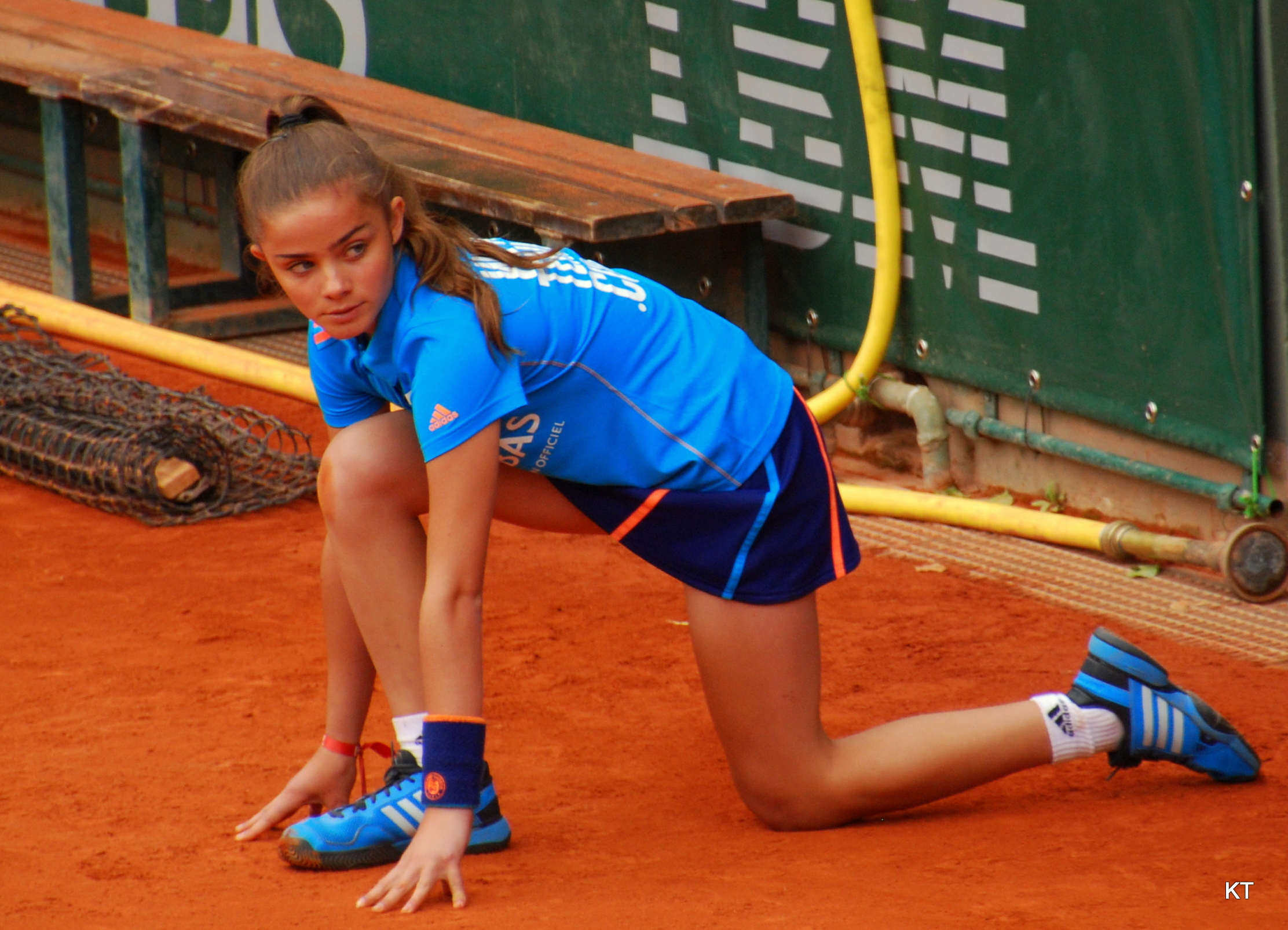
2014年法國網球公開賽的一名球童

球童或稱為拾球童或撿球童，是指在足球、籃球、網球、美式足球、板球和棒球等體育賽事撿球的人，他們通常都是青少年。雖然他們的工作性質並非必要，但能提高比賽效率，減少浪費不必要的時間。

## 網球

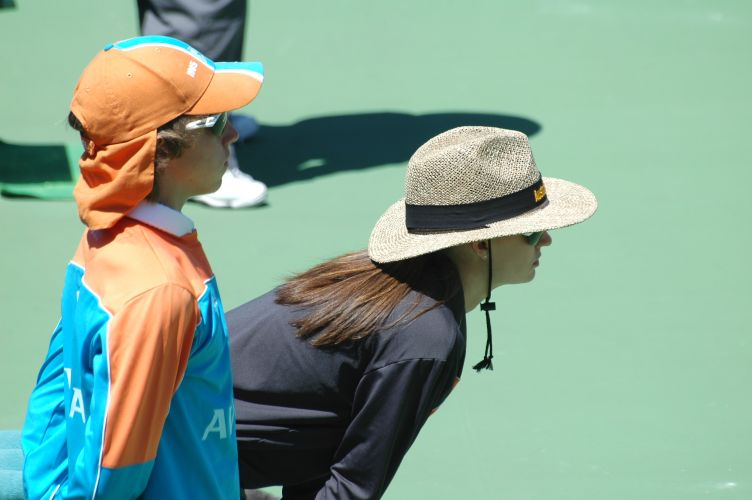
澳大利亚网球公开赛的球童（左）和邊裁判（右）

在職業網球錦標賽中，每個球場都有一批受過訓練的球童，他們都有特定的站位和跑位，在達致最高效率同時不會影響到比賽。除之撿球餵球外，球童亦會負責其他協助工作，如遞送飲料和毛巾。21世紀網球四巨頭之一的也是球童出身。

### 歷史
球童最早在1920年温布尔登网球锦标赛引進。1920至1930年間由沙夫茨伯里之家（Shaftesbury Homes）提供球童。1946年起，球童改由學校學生自願出任，最初只限男性，但到了1977年温布尔登网球锦标赛允許女性出任。

### 位置
- 網：兩名球童半跪在網的兩側，他們的工作是撿回場上的死球並餵給底部球童，撿球後他們通常會互換位置。
- 底：球童位於球場底部角落，他們的工作是從網球童接球並餵給網球員。

### 餵球
餵球是指球童把球傳給網球員。不同的賽事有不同的餵球技術，有些賽事中球童雙手會舉高，其中一隻手負責球，而一些賽事只需要高舉餵球的手，另一隻手就放在背後。

### 聘用
選拔球童的方法有很多。在温布尔登网球锦标赛和女王杯网球赛，球童是從學校中挑選或申請，他們需通過一連串測試；其它賽事如澳大利亚网球公开赛和美国网球公开赛，會張貼廣告和提供公開選拔。
申請者需通過體能測試，除了體力和健康外，還要有專注力和警覺性。

## 足球
高級足球比賽會有球童負責撿球，以減少浪費不必要的時間。球童通常在球場邊線或底線附近候命，並持有額外的球，使球員不必要費時把球追回。他們不能踏足比賽場地。
不同球會對選拔球童有不同準則，他們通常13至16歲，有時客隊投訴球童偏幫主隊。
最備受關注的足球球童是在2013年英格蘭聯賽盃半決賽切爾西客場對斯旺西城，當時切爾西落後斯旺西城，心急如焚的伊登·夏薩特便一腳踢向抱著皮球的球童，結果他被紅牌趕離場，並停賽三場。

## 棒壘球
在棒球與壘球比賽中，球童會在球員休息區旁邊待命，為避免遭飛球擊傷，通常會戴上頭盔。球童的主要工作是揀拾已落地的界外球、球棒。而在擊球員上壘後，為便於跑壘，會脫下身上的護具由球童帶回球員休息區。球童也會協助遞送比賽用球以及毛巾、飲用水給主審等場上的裁判。